# Cortney Casey
Cortney Ann Casey (Mesa, Arizona, Estados Unidos, 5 de mayo de 1987) es una artista marcial mixta estadounidense que compite en la división de peso paja de Ultimate Fighting Championship.

## Primeros años
Es de origen mexicano. Antigua jugadora de fútbol de la División I en la Universidad de Texas en El Paso, comenzó a entrenar MMA en 2009 después de que su carrera futbolística se viera interrumpida por una lesión. Comenzó su carrera amateur en 2012, y su carrera profesional un año después.

## Carrera en las artes marciales mixtas

### Inicios
Hizo su debut amateur en 2012, perdiendo por decisión dividida ante la futura peso paja de la UFC Emily Kagan. Luego entró en una racha de cuatro combates ganadas, obteniendo tres victorias por sumisión y ganando el Campeonato de Peso Mosca Tuff-N-Uff en el proceso y defendiéndolo una vez.
Hizo su debut profesional en 2013 derrotando a Kelly Warren por estrangulamiento trasero desnudo.
Luego fue sometida por Pearl González por sumisión en su segundo combate.
Después de la derrota firmó con la promoción de Oriente Medio PXC antes de entrar en una racha de tres combates ganados, terminando todos sus oponentes.

### Ultimate Fighting Championship
Debutó en la UFC contra Joanne Wood el 18 de julio de 2015 en UFC Fight Night: Bisping vs. Leites, en sustitución de la lesionada Bec Rawlings. Perdió el combate por decisión unánime. Este combate le valió el premio a la Pelea de la Noche.
Se enfrentó a Seo Hee Ham el 28 de noviembre de 2015 en UFC Fight Night: Henderson vs. Masvidal. Perdió el combate por decisión unánime. Este combate le valió el premio a la Pelea de la Noche.
Se enfrentó a Cláudia Gadelha el 19 de noviembre de 2016 en UFC Fight Night: Bader vs. Nogueira 2. Perdió el combate por decisión unánime.
Se enfrentó a Jessica Aguilar el 13 de mayo de 2017 en UFC 211. Ganó el combate por decisión unánime. Sin embargo, el resultado del combate fue anulado y fue suspendida durante tres meses por el Departamento de Licencias y Regulación de Texas después de que una muestra de la competición proporcionada por ella tuviera una elevada proporción de testosterona y epi-testosterona. Varios expertos cuestionaron los resultados y en junio de 2017 fue exonerada por la UFC después de que las pruebas de seguimiento no mostraran pruebas de dopaje. El 29 de junio la UFC emitió un comunicado enérgico en el que solicitaba que "el Departamento de Licencias y Regulación de Texas revocara inmediatamente su decisión y exonerara a Cortney de cualquier infracción". A su vez, el 30 de junio, el Departamento de Licencias y Regulación de Texas levantó la suspensión de tres meses y le restituyó la victoria.
Se enfrentó a Felice Herrig el 2 de diciembre de 2017 en UFC 218. Perdió el combate por decisión dividida.
Se enfrentó a Michelle Waterson el 14 de abril de 2018 en UFC on Fox: Poirier vs. Gaethje. Perdió el combate por decisión dividida.
Se enfrentó a Angela Hill el 25 de agosto de 2018 en UFC Fight Night: Gaethje vs. Vick. Ganó el combate por decisión dividida.
Se enfrentó a Cynthia Calvillo fue el 17 de febrero de 2019 en UFC on ESPN: Ngannou vs. Velasquez. Perdió el combate por decisión unánime.
Se esperaba que se enfrentara a Virna Jandiroba el 7 de diciembre de 2019 en UFC on ESPN: Overeem vs. Rozenstruik. Sin embargo, se retiró del evento por una razón no revelada y fue reemplazada por Lívia Renata Souza.
Se esperaba que se enfrentara a Lara Procópio el 16 de mayo de 2020 en UFC Fight Night: Smith vs. Rakić. Sin embargo, el 9 de abril, el presidente de la UFC, Dana White, anunció que este evento se posponía para una fecha futura. En cambio, fue reprogramada para enfrentarse a Mara Romero Borella el 16 de mayo de 2020 en UFC on ESPN: Overeem vs. Harris. Ganó el combate por sumisión en el primer asalto. Esta victoria le valió el premio a la Actuación de la Noche.
Se enfrentó a Gillian Robertson el 20 de junio de 2020 en UFC on ESPN: Blaydes vs. Volkov. Perdió el combate por una sumisión en el tercer asalto.
Se esperaba que se enfrentara a Priscila Cachoeira el 31 de octubre de 2020 en UFC Fight Night: Hall vs. Silva. Sin embargo, el combate se suspendió el día del pesaje, ya que Cachoeira tuvo problemas para cortar el peso.
Se enfrentó a JJ Aldrich el 13 de marzo de 2021 en UFC Fight Night: Edwards vs. Muhammad. Perdió el combate por decisión dividida.
Se esperaba que se enfrentara a Liana Jojua el 21 de agosto de 2021 en UFC on ESPN: Cannonier vs. Gastelum. Sin embargo, Jojua se vio obligada a abandonar el combate debido a problemas de visa. El enfrentamiento fue reprogramado para el 13 de noviembre de 2021 en UFC Fight Night: Holloway vs. Rodríguez. En el pesaje, Jojua pesó 128.5 libras, dos libras y media por encima del límite de peso mosca. El combate se desarrolló en un peso acordado y Jojua fue multada con el 30% de su bolsa, que fue a parar a su oponente Casey. Ganó el combate por decisión unánime.
Se esperaba que se enfrentara a Antonina Shevchenko el 30 de abril de 2022 en UFC on ESPN: Font vs. Vera. Sin embargo, el combate fue pospuesto para el 9 de julio de 2022 en UFC on ESPN: dos Anjos vs. Fiziev debido a que Shevchenko se lesionó la rodilla en un entrenamiento. Perdió el combate por decisión dividida.
Está programada para enfrentarse a Jasmine Jasudavicius el 25 de febrero de 2023 en UFC Fight Night 220.

## Campeonatos y logros

### Artes marciales mixtas
- Ultimate Fighting Championship
  - Pelea de la Noche (dos veces) vs. Joanne Wood y Seo Hee Ham[27]
  - Actuación de la Noche (una vez) vs. Mara Romero Borella[27]

## Récord en artes marciales mixtas
| Resultado | Récord | Oponente            | Método                                 | Evento                                  | Fecha                   | Ronda | Tiempo | Localización                | Notas                                                       |
| --------- | ------ | ------------------- | -------------------------------------- | --------------------------------------- | ----------------------- | ----- | ------ | --------------------------- | ----------------------------------------------------------- |
| Derrota   | 10-10  | Antonina Shevchenko | Decisión (dividida)                    | UFC on ESPN: dos Anjos vs. Fiziev       | 9 de julio de 2022      | 3     | 5:00   | Las Vegas, Nevada           |                                                             |
| Victoria  | 10-9   | Liana Jojua         | Decisión (unánime)                     | UFC Fight Night: Holloway vs. Rodríguez | 13 de noviembre de 2021 | 3     | 5:00   | Las Vegas, Nevada           |                                                             |
| Derrota   | 9-9    | JJ Aldrich          | Decisión (dividida)                    | UFC Fight Night: Edwards vs. Muhammad   | 13 de marzo de 2021     | 3     | 5:00   | Las Vegas, Nevada           |                                                             |
| Derrota   | 9-8    | Gillian Robertson   | Sumisión (estrangulamiento por detrás) | UFC on ESPN: Blaydes vs. Volkov         | 20 de junio de 2020     | 3     | 4:32   | Las Vegas, Nevada           |                                                             |
| Victoria  | 9-7    | Mara Romero Borella | Sumisión (barra de brazo)              | UFC on ESPN: Overeem vs. Harris         | 16 de mayo de 2020      | 1     | 3:36   | Jacksonville, Florida       | Regreso al peso mosca. Actuación de la Noche.               |
| Derrota   | 8-7    | Cynthia Calvillo    | Decisión (unánime)                     | UFC on ESPN: Ngannou vs. Velasquez      | 17 de febrero de 2019   | 3     | 5:00   | Phoenix, Arizona            |                                                             |
| Victoria  | 8-6    | Angela Hill         | Decisión (dividida)                    | UFC Fight Night: Gaethje vs. Vick       | 25 de agosto de 2018    | 3     | 5:00   | Lincoln, Nebraska           |                                                             |
| Derrota   | 7-6    | Michelle Waterson   | Decisión (dividida)                    | UFC on Fox: Poirier vs. Gaethje         | 14 de abril de 2018     | 3     | 5:00   | Glendale, Arizona           |                                                             |
| Derrota   | 7-5    | Felice Herrig       | Decisión (dividida)                    | UFC 218                                 | 2 de diciembre de 2017  | 3     | 5:00   | Detroit, Míchigan           |                                                             |
| Victoria  | 7-4    | Jessica Aguilar     | Decisión (unánime)                     | UFC 211                                 | 13 de mayo de 2017      | 3     | 5:00   | Dallas, Texas               |                                                             |
| Derrota   | 6-4    | Cláudia Gadelha     | Decisión (unánime)                     | UFC Fight Night: Bader vs. Nogueira 2   | 19 de noviembre de 2016 | 3     | 5:00   | São Paulo                   |                                                             |
| Victoria  | 6-3    | Randa Markos        | Sumisión verbal (barra de brazo)       | UFC 202                                 | 20 de agosto de 2016    | 1     | 4:34   | Las Vegas, Nevada           |                                                             |
| Victoria  | 5-3    | Cristina Stanciu    | TKO (puñetazos)                        | UFC Fight Night: McDonald vs. Lineker   | 13 de julio de 2016     | 1     | 2:36   | Sioux Falls, Dakota del Sur |                                                             |
| Derrota   | 4-3    | Seo Hee Ham         | Decisión (unánime)                     | UFC Fight Night: Henderson vs. Masvidal | 28 de noviembre de 2015 | 3     | 5:00   | Seúl                        | Pelea de la Noche.                                          |
| Derrota   | 4-2    | Joanne Wood         | Decisión (unánime)                     | UFC Fight Night: Bisping vs. Leites     | 18 de julio de 2015     | 3     | 5:00   | Glasgow                     | Pelea de la Noche.                                          |
| Victoria  | 4-1    | Helen Harper        | TKO (rodillazo)                        | Pacific Xtreme Combat 47                | 13 de marzo de 2015     | 1     | 3:42   | Mangilao                    |                                                             |
| Victoria  | 3-1    | Gina Iniong         | Sumisión (estrangulamiento por detrás) | Pacific Xtreme Combat 46                | 15 de noviembre de 2014 | 1     | 4:49   | Manila                      | Combate de peso acordado (140 libras).                      |
| Victoria  | 2-1    | Tomo Maesawa        | TKO (parada médica)                    | Pacific Xtreme Combat 44                | 27 de junio de 2014     | 1     | 0:39   | Mangilao                    | Debut en el peso paja.                                      |
| Derrota   | 1-1    | Pearl Gonzalez      | Sumisión (barra de brazo)              | XFC 26: Night of Champions 3            | 18 de octubre de 2013   | 3     | 4:43   | Nashville, Tennessee        | Por el vacante Campeonato Femenino de Peso Mosca de la XFC. |
| Victoria  | 1-0    | Kelly Warren        | Sumisión (estrangulamiento por detrás) | XFC 24: Collision Course                | 14 de junio de 2013     | 1     | 3:33   | Tampa, Florida              | Debut en el peso mosca.                                     |